# Licín
Licín (llamada oficialmente Santalla de Licín) es una parroquia y una aldea española del municipio de Saviñao, en la provincia de Lugo, Galicia.

## Otras denominaciones
La parroquia también es conocida por el nombre de Santa Eulalia de Licín.

## Límites
Limita con las parroquias de Marrube y Villasante al norte, Tribás al este, Mato al sur, y Fión y Rosende al oeste.

## Organización territorial
La parroquia está formada por once entidades de población, constando diez de ellas en el nomenclátor del Instituto Nacional de Estadística español:

### Entidades de población
Entidades de población que forman parte de la parroquia:
- A Ermida
- A Páxara
- A Pousada
- Carreixas
- Casadonas
- Licín
- Montes
- O Pacio
- Santalla
- Vilanova

### Despoblado
Despoblado que forma parte de la parroquia:
- Cavada (A Cavada)

## Demografía

### Parroquia
| Gráfica de evolución demográfica de Licín (parroquia) entre 2000 y 2021 |
|                                                                         |
| Datos según el nomenclátor publicado por el INE.                        |

### Aldea
| Gráfica de evolución demográfica de Licín (aldea) entre 2000 y 2021 |
|                                                                     |
| Datos según el nomenclátor publicado por el INE.                    |